# Пальмовий цукор
Па́льмовий цу́кор — це підсолоджувач, що отримується з декількох сортів пальми. Хоча цукор з різних сортів пальми може мати трохи різний склад, усі типи пальмового цукру можуть використовуватися як взаємозамінні.
Найбільш відомим окремим випадком пальмового цукру є кокосовий цукор.

## Різновиди
Крім кокосової пальми, основними джерелами пальмового цукру є пальмірська, фінікова, цукрова пальма та пальма ніпа.
Пальмірська пальма (Borassus spp.) культивується в Африці, Азії та на Новій Гвінеї. Ця пальма має багато застосувань, починаючи від використання деревини й виготовлення головних уборів, і закінчуючи отриманням пальмового цукру.
З-поміж представників роду Фінікова пальма для отримання пальмового цукру найчастіше використовують два види, Phoenix dactylifera і P. sylvestris. Обидва є джерелами пальмового цукру. P. dactylifera поширений у Середземномор'ї і на Близькому Сході. P. sylvestris виростає в Азії, головним чином у Пакистані та Індії. Фінікові пальми вирощують в основному заради їхніх плодів — фініків. Пальмовий цукор роблять із соку пальми. Пальмовий цукор з фінікової пальми не слід плутати з фініковим цукром, який отримали безпосередньо з плодів.
Пальма ніпа (Nypa fruticans) виростає в тропічних районах узбереж Індійського та Тихого океанів. Це один з двох видів пальм, що росте в мангрових заростях. Стовбур пальми при цьому частково перебуває у воді, і тільки її листя та квіти підносяться над водою. Пальмовий цукор виробляється з багатого цукром соку.
Цукрова пальма (Arenga pinnata) виростає в прибережних і тропічних районах Азії, головним чином в Китаї, Малайзії та Індонезії. Сік цукрової пальми, використовуваний для виробництва пальмового цукру, який відомий в Індії як гур, а в Індонезії-як гула-арен.
Кокосова пальма (Cocos nucifera) є сировиною для виробництва кокосового цукру. Виростає в прибережних районах Індійського й Тихого океанів. Основними виробниками кокосового цукру є Таїланд, Індонезія та Філіппіни.

## Виробництво
Пальмовий цукор отримують шляхом кип'ятіння зібраного соку доти, доки він не загусне до стану пальмового сиропу. Пальмовий сироп може вживатися в їжу безпосередньо, аналогічно кленовому сиропу. Він продається в пляшках або бляшаних банках, і має тенденцію згущуватися й кристалізуватися з плином часу.
Однак частіше пальмовий сироп продовжують упарювати аж до отримання пальмового цукру, який потім продається у вигляді брикетів або коржів (але може продаватися й в інших формах випуску). Пальмовий цукор може варіюватися за кольором від золотисто-коричневого до темно-коричневого або майже чорного, як індонезійський гула арен.

## Використання
Пальмовий цукор є інгредієнтом як солодких, так і солоних страв, які використовуються в Азії, на Близькому Сході і в Північній Африці. Пальмовий цукор відомий під багатьма назвами й у багатьох випадках, в залежності від його походження, способу виробництва або регіону. Пальмовий цукор називається гула джава («Яванський цукор») в Індонезії і гула малака («Малаккський цукор») в Малайзії. Існує певна диференціація в іменуванні пальмового цукру в Індонезії: терміном «гула джава» або гула міра («червоний цукор») зазвичай називають кокосовий цукор, тоді як цукор із соку цукрової пальми називається гула арен. Цукор «гула джава» має темніший колір і більш виражений солодкий смак, ніж у «гула арена».
В Індонезії та Малайзії пальмовий цукор використовується досить широко, причому існують страви, спеціально розраховані переважно на використання пальмового цукру, такі як клепон або чендол.